# Josip Riđanović
Josip Riđanović (* 28. Oktober 1929 in Muo, Jugoslawien (heute zur Gemeinde Kotor, Montenegro); † 24. Juni 2009 ebenda) war ein jugoslawischer Hydrogeograph, Meereskundler und Regionalwissenschaftler. Er war 1966/67 Stipendiat der Alexander-von-Humboldt-Stiftung und Teilnehmer am Internationalen Hydrologischen Programm.

## Leben
Riđanović promovierte im Jahr 1963 an der naturwissenschaftlich-mathematischen Fakultät der Universität Zagreb. Dort lehrte er von 1978 bis zu seiner Emeritierung 2000 als ordentlicher Professor. Er ist Autor zahlreicher hydrogeographischer, karstologischer und geomorphologischer Publikationen. Sein berühmtestes Werk ist das Lehrbuch Hydrogeographie. Er ist auf dem Mirogoj-Friedhof in Zagreb beigesetzt.

## Veröffentlichungen
- Brazil (Brasilien), 1980
- Hidrogeografija (Hydrogeographie), 1989, ISBN 86-03-99358-0
- Geografija mora (Geographie des Meeres), 2002, ISBN 953-96409-6-2